# عقاب واسپوراکان
عقاب واسپوراکان (ارمنی: Արծուի Վասպուրական; Artsvi Vaspurakan) یک نشریه دوره‌ای به زبان ارمنی بود. این نشریه از سال ۱۸۵۵ تا ۱۸۷۴ ابتدا به صورت ماهیانه و سپس هفتگی در کنستانتینوپل و واراگاوانک توسط مگردیچ خریمیان و ام. آنانیان به چاپ می‌رسید. این نشریه نخستین نشریه دوره‌ای است که در قلمروی ارمنستان غربی به چاپ رسید و در آن به زندگانی مذهبی، پرسش‌های اخلاقی و تاریخ ارمنستان پرداخته شده‌است.